# Маріана Мусі
Маріана Мусі (ісп. Mariana Muci; нар. 15 лютого 1988) — колишня венесуельська тенісистка.
Найвищу одиночну позицію світового рейтингу — 513 місце досягла 26 листопада 2007, парну — 360 місце — 10 грудня 2007 року.
Здобула 8 парних титулів туру ITF WTA ATP.

## Фінали ITF

### Парний розряд: 15 (8–7)
| Результат | Ранг | Дата              | Турнір                          | Покриття | Партнерка                     | Суперниці                                     | Рахунок             |
| --------- | ---- | ----------------- | ------------------------------- | -------- | ----------------------------- | --------------------------------------------- | ------------------- |
| Перемога  | 1.   | 22 серпня 2005    | Богота, Колумбія                | Ґрунт    | Естефанія Бальда Альварес     | Лусіана Сарменті Марія Ірігоєн                | 7–5, 6–3            |
| Поразка   | 1.   | 3 липня 2006      | Валенсія (Венесуела), Венесуела | Тверде   | Естафанія Грасіун             | Яміле Форс Герра Янет Нуньєс Мохарена         | 4–6, 4–6            |
| Перемога  | 2.   | 14 серпня 2006    | Гуаякіль, Еквадор               | Тверде   | Естафанія Грасіун             | Андреа Коч Бенвенуто Jesica Orselli           | 3–6, 7–6(5), 6–3    |
| Поразка   | 2.   | 4 вересня 2006    | Каракас, Венесуела              | Тверде   | Карен Кастібланко             | Сторі Твіді-Єйтс Jodi Kenoyer                 | 1–6, 1–6            |
| Перемога  | 3.   | 2 жовтня 2006     | Тукуман (провінція), Аргентина  | Ґрунт    | Агустіна Лепоре               | Лусіана Сарменті Флавія Міґнола               | 6–4, 6–3            |
| Поразка   | 3.   | 23 жовтня 2006    | Luque, Парагвай                 | Ґрунт    | Меліса Міранда                | Карен Кастібланко Флавія Міґнола              | 3–6, 3–6            |
| Перемога  | 4.   | 11 листопада 2006 | Каракас, Венесуела              | Ґрунт    | Маріна Хіраль Лорес           | Фабіана Мак Жоана Кортез                      | 4–6, 7–5, 7–5       |
| Поразка   | 4.   | 23 лютого 2007    | Мелілья, Іспанія                | Тверде   | Анна Герасімоу                | Melissa Cabrera-Handt Carolina Gago-Fuentes   | 3–6, 4–6            |
| Перемога  | 5.   | 3 березня 2007    | Бенін-Сіті, Нігерія             | Тверде   | Ана Клара Дуарте              | Деббріх Фейс Полуніна Катерина                | 3–6, 6–3, 7–5       |
| Поразка   | 5.   | 9 березня 2007    | Бенін-Сіті, Нігерія             | Тверде   | Ана Клара Дуарте              | Деббріх Фейс Полуніна Катерина                | 3–6, 4–6            |
| Перемога  | 6.   | 6 серпня 2007     | Каракас, Венесуела              | Тверде   | Ангелина Габуєва              | Теґан Едвардс Лєна Литвак                     | 6–2, 6–2            |
| Перемога  | 7.   | 20 жовтня 2007    | Валенсія (Венесуела), Венесуела | Ґрунт    | Марія Фернанда Альварес Теран | Kit Carson Кейті Ракерт                       | 6–1, 6–4            |
| Перемога  | 8.   | 27 жовтня 2007    | Валенсія (Венесуела), Венесуела | Тверде   | Марія Фернанда Альварес Теран | Карен Кастібланко Hilda Zuleta Cabrera        | 4–6, 6–1, [10–7]    |
| Поразка   | 6.   | 10 листопада 2007 | Ліма, Перу                      | Ґрунт    | Ана Клара Дуарте              | Марія Фернанда Альварес Теран Клаудія Рассето | 6–3, 6–7(4), [5–10] |
| Поразка   | 7.   | 1 грудня 2007     | Мехіко, Мексика                 | Тверде   | Марія Фернанда Альварес Теран | Лорена Аріас Еріка Кларке                     | 4–6, 4–6            |